# 白背火石花
白背火石花（学名：Gerbera nivea），又名白背大丁草，是菊科大丁草属的植物。分布于尼泊尔、印度以及中国大陆的西藏、云南等地，生长于海拔3,300米至4,100米的地区，见于高山草地或林缘，目前已由人工引种栽培。